# Phim phiêu lưu
Phim phiêu lưu là một thể loại điện ảnh.
Không giống như phim hành động, phim phiêu lưu thường sử dụng những cảnh quay hành động để diễn tả những địa điểm khác lạ một cách mạnh mẽ.
Các tiểu thể loại của phim phiêu lưu bao gồm phim du côn, phim thảm họa,  và phim lịch sử - một thể loại điện ảnh khá tương đồng với phim thử thi. Các yếu tố nội dung chủ yếu bao gồm bối cảnh từ những cuộc truy lùng các vùng đất đã mất, rừng rậm, núi và/hoặc hoang mạc, các nhân vật sẽ lao vào những cuộc truy tìm kho báu và những chuyến đi quả cảm không thể đoán trước được kết quả. Phim phiêu lưu thường chủ yếu lấy bối cảnh trong một thời kỳ lịch sử nhất định và thường bao gồm những câu chuyện lịch sử chuyển thể hoặc những anh hùng phiêu lưu giả tưởng trong phạm vi lịch sử. Vua, các trận đánh, cuộc nổi loạn hay cướp biển là những nhân vật thường xuất hiện trong phim phiêu lưu.  Các bộ phim phiêu lưu thường được kết hợp với các thể loại điện ảnh khác như phim khoa học viễn tưởng, phim kỳ ảo và đôi khi là phim chiến tranh.

## Lịch sử
Thời kỳ vàng kim của những bộ phim phiêu lưu là vào những năm 1930 và 1940 ở Hollywood, khi những bộ phim như Captain Blood, The Adventures of Robin Hood và The Mark of Zorro được thực hiện với sự tham gia của nhiều ngôi sao nổi tiếng đáng chú ý như Errol Flynn và Tyrone Power, sự nghiệp của cả hai diễn viên này được coi như gắn liền với thể loại phim phiêu lưu. Cùng thời điểm đó, các loạt phim chiếu vào sáng thứ bảy hàng tuần thường được sử dụng các yếu tố tương đồng với những bộ phim phiêu lưu có doanh thu cao.
Thuở sơ khai của phim phiêu lưu, nhân vật chính thường chủ yếu là nam. Những người anh hùng này đều rất quả cảm, thường chống lại sự đàn áp và dám đối mặt với kẻ bạo ngược. Sau này, những nhân vật anh hùng nam thỉnh thoảng lại bị thay thể bởi các nữ anh hùng, Lara Croft là một ví dụ điển hình.

## Các chủ đề nổi bật
- Chiến đấu vì công lý hay chống lại kẻ xấu (ví dụ, Robin Hood, Zorro hoặc Chiến tranh giữa các vì sao)
- Tình trạng nguy hiểm của nhân vật.
- Cướp biển (ví dụ, Captain Blood hay Cướp biển vùng Caribbean)
- Cuộc hành trình hoặc săn lùng một thứ gì đó, thường là một thanh fphố bị mất hoặc một kho báu bị giấu kín (ví dụ, King Solomon's Mines hay Indiana Jones)
- Chủ đề thần thoại, tìm kiếm số phận một nhân vật (ví dụ, Chiến tranh giữa các vì sao, Dune, Chúa tể những chiếc nhẫn).
- Chủ đề vô thực (ví dụ, Planet of the Apes hay Du hành giữa các vì sao)